# Trevoh Chalobah
Trevoh Tom Chalobah (* 5. Juli 1999 in Freetown, Sierra Leone) ist ein englischer Fußballspieler, der beim FC Chelsea unter Vertrag steht. Er kann sowohl die Position des Innenverteidigers als auch jene des defensiven Mittelfeldspielers besetzen.
Er ist der jüngere Bruder von Nathaniel Chalobah, der ebenfalls als Fußballspieler aktiv ist.

## Vereinskarriere

### FC Chelsea

#### Anfänge
Chalobah wurde in der sierra-leonischen Hauptstadt Freetown geboren und kam mit seiner Familie bereits in seiner frühesten Kindheit nach England. Dort begann er im Jahr 2007 beim FC Chelsea mit dem Fußballspielen. Bei den Blues spielte er in diversen Juniorenauswahlen und kam in der Saison 2015/16 zum ersten Mal in der U23-Mannschaft zum Einsatz. Mit der U19 gewann er in dieser Saison den FA Youth Cup und die UEFA Youth League.
Mit der U18 gewann er in der Spielzeit 2016/17 die U18-Meisterschaft und erneut den FA Youth Cup, kam jedoch auch in der Premier League 2 für die U23 zum Einsatz. In der Saison 2017/18 spielte er weiterhin sowohl für die U18 als auch für die U23.
Unter Antonio Conte, dem Trainer der ersten Mannschaft, saß er am 4. März 2018 bei der 0:1-Auswärtsniederlage im Premier-League-Spiel erstmals auf der Bank. Auch im FA Cup stand er zweimal im Spieltagskader und gewann mit Chelsea diesen Wettbewerb, ohne jedoch eine einzige Minute am Platz gestanden zu sein.

#### Leihe zu Ipswich Town
Zur Saison 2018/19 wechselte er auf Leihbasis für ein Jahr zum Zweitligisten Ipswich Town, wo er erstmals Erfahrung im englischen Erwachsenenfußball sammeln sollte. Sein Debüt gab er am 4. August 2018 (1. Spieltag) beim 2:2-Unentschieden gegen die Blackburn Rovers. Bereits am dritten Spieltag zwei Wochen später, traf Chalobah beim 1:1-Unentschieden im Heimspiel gegen Aston Villa erstmals für die Tractor Boys. Beim ersten Saisonsieg gegen Swansea City am 6. Oktober (12. Spieltag), erzielte er in der 84. Spielminute das entscheidende 3:2-Siegtor.
Ipswich kam bereits früh in dieser Spielzeit in Abstiegssorgen, welche man bis zum Saisonende nicht überwinden konnte. Mit nur fünf Siegen in 46 Ligaspielen erreichte man insgesamt 31 Zähler und musste als Tabellenletzter den Abstieg in die EFL League One hinnehmen. Chalobah war einer der wenigen Spieler der Mannschaft, der ansprechende Leistungen zeigen konnte. Er kam in 43 Ligaspielen zum Einsatz, in denen ihm zwei Treffer gelangen. Am Ende der Saison kehrte er zum FC Chelsea zurück.

#### Leihe zu Huddersfield Town
Anfang August 2019 unterzeichnete Chalobah einen neuen Dreijahresvertrag an der Stamford Bridge und wurde noch am selben Tag für die gesamte Spielzeit 2019/20 an den Premier-League-Absteiger Huddersfield Town ausgeliehen. Fünf Tage später debütierte er bei der überraschenden 0:1-Heimniederlage gegen Lincoln City im EFL Cup im Trikot der Terriers. Weitere drei Tage danach (3. Spieltag) bestritt er bei der 1:2-Heimniederlage gegen den FC Fulham sein erstes Spiel in der Championship. Am 21. August erzielte er bei der 1:2-Auswärtsniederlage gegen Cardiff City sein erstes Saisontor. Insgesamt absolvierte er in dieser Saison 36 Ligaspiele, in denen ihm ein Tor sowie eine Vorlage gelang.
Am 18. August 2020 unterzeichnete Chalobah einen neuen Vertrag bei Chelsea, welche ihn am selben Tag für ein Jahr auf Leihbasis zum französischen Ligue-1-Aufsteiger weiterschickten.

#### Rückkehr zum FC Chelsea
Zur Saison 2021/22 kehrte Chalobah zum FC Chelsea zurück und gehörte fortan dem Profikader unter Thomas Tuchel an.

#### Leihe zu Crystal Palace
Im August 2024 wurde er an Crystal Palace verliehen. Die Leihe wurde im Januar 2025 vorzeitig beendet.

## Nationalmannschaft
Chalobah absolvierte im November 2014 und April 2015 zwei Länderspiele für die U16-Nationalmannschaft, in denen er die Mannschaft jeweils als Kapitän auf das Spielfeld führte.
Ab August 2015 war er für die U17 im Einsatz. Von Beginn an war er der Spielführer und nahm im Mai 2016 mit England an der Europameisterschaft 2016 in Aserbaidschan teil. Dort scheiterte man im Viertelfinale an Spanien. Anschließend war sein Wirken in der U17-Auswahl nach 15 Länderspieleinsätzen und einem Treffer zu Ende.
Im September 2016 bestritt er seine ersten Spiele für die U19. Am 15. November markierte er beim 2:0-Auswärtssieg gegen Griechenland in der Qualifikation zur U19-Europameisterschaft 2017 sein erstes und einziges Tor in dieser Altersklasse. Im Juli 2017 nahm er mit England an der Endrunde in Georgien teil. Nachdem er in den ersten beiden Gruppenspielen über 90 Minuten im Einsatz war, verletzte er sich in der dritten Partie gegen Deutschland bereits in der fünften Minute am Knöchel und fiel für die restlichen Turnierspiele aus. England gewann den Wettbewerb in seiner Abwesenheit mit einem 2:1-Sieg im Finale gegen Portugal.
Im Oktober 2017 übernahm er die Kapitänsbinde der U19-Auswahl und führte sie durch eine erfolgreiche Qualifikation in die Endrunde der Europameisterschaft 2018 in Finnland. Dort war er in allen vier Spielen als Spielführer im Einsatz und schied mit den Three Lions mit einer 0:3-Niederlage gegen Norwegen überraschend früh aus dem Turnier aus. Chalobahs Zeit in der U19 endete anschließend nach 25 Spielen, da er das Höchstalter überschritten hatte.
Von September 2018 bis Juni 2019 spielte er dann sechsmal für die U20 und erzielte ein Tor.
Am 6. September 2019 gab er beim 3:2-Auswärtssieg gegen die Türkei in der Qualifikation zur Europameisterschaft 2021 sein Debüt für die U21-Auswahl.

## Erfolge
FC Chelsea U18
- FA Youth Cup: 2015/16, 2016/17
- U18 Premier League: 2016/17

FC Chelsea U19
- UEFA Youth League: 2015/16

FC Chelsea
- FA Cup: 2017/18
- UEFA Super Cup: 2021
- FIFA-Klub-Weltmeister: 2021, 2025
- Conference-League-Sieger: 2025

England U19
- U19-Europameister: 2017

## Sonstiges
Trevoh Chalobahs älterer Bruder Nathaniel ist ebenso professioneller Fußballspieler und stammt wie er aus der Jugendabteilung des FC Chelsea. Seit Sommer 2017 steht er beim FC Watford unter Vertrag.